# 測定器等の較正に関する規則
測定器等の較正に関する規則（そくてきとうのこうせいにかんするきそく、平成9年9月25日郵政省令第74号）は、電波法に基づき無線設備の点検に用いる測定器の較正について定める総務省令である。

## 構成
2019年（平成31年）4月1日現在
第1章 総則
第2章 較正
第3章 指定較正機関
附則

## 概要
本規則は、電波法第102条の18にある「無線設備の点検に用いる測定器その他の設備であつて総務省令で定めるもの」および情報通信研究機構以外に総務大臣が指定する較正機関について定めている。
ここで点検というのは登録検査等事業者等規則に規定する登録検査等事業者等が行う点検のことで、登録検査等事業者等は所要の測定器について較正を計画することが登録の要件の一つとされている。
引用の促音の表記は原文ママ

## 経緯
1998年（平成10年）本規則と同時に制定された無線局認定点検事業者規則（登録検査等事業者等規則の制定時の名称）に規定する無線局認定点検事業者（国内で点検のみを行う登録検査等事業者等に相当）は、測定器の較正の計画が認定の要件の一つとされたことによる。
以後、2011年（平成23年）の登録検査等事業者等規則に規定する登録検査等事業者等

に至るまで認定又は登録の要件の一つとされることはかわらず、本規則が参照されてきた。
また、電波法および電気通信事業法に規定する様々な登録事業者は、しばしば測定器の較正を計画することが登録の要件の一つとされ、登録検査等事業者等（前身を含む。）に関する規定が準用されており、本規則も参照されている。

## 対象
対象となる測定器は次のものである。
- 周波数計
- スペクトル分析器
- 電界強度測定器
- 高周波電力計
- 電圧電流計
- 標準信号発生器
- 周波数標準器

## 表示
情報通信研究機構または指定較正機関が較正した測定器には、本規則別表第2号による表示をする。

## 較正員
指定較正機関には較正員を置かなくてはならない。要件は次のいずれか。
- 大学又は高等専門学校で無線通信工学を履修した卒業者（無線通信工学を履修した専門職大学の前期課程修了者を含む。）
- 第一級総合無線通信士、各級陸上無線技術士又は第一級海上無線通信士

## 公示
較正機関の指定および休廃止の公示は、官報での告示による。

## 沿革
1997年（平成9年）- 平成9年郵政省令第74号として制定
- 較正員の要件の学校卒業者は大学又は高等専門学校で無線通信工学を履修した卒業者のみであった。

2001年（平成13年）- 中央省庁再編で郵政省廃止、総務省設置
- 中央省庁等改革のための郵政省関係省令の整備に関する省令[3]第110条により総務省令となる。

2018年（平成30年）- 平成30年総務省令第14号による改正
- 較正員の要件に専門職大学で無線通信工学を履修した前期修了者が追加された。